# Бальде, Яков
Яков (Якоб) Бальде (нем. Jakob Balde; 4 января 1604, Энсисем, Эльзас —9 августа 1668, Нойбург-ан-дер-Донау) — немецкий новолатинский поэт XVII века, иезуит, придворный священник в Мюнхене (1637—1650).

## Биография
Бежал из Эльзаса во время Тридцатилетней войны от мародёрствующих банд графа Мансфельда в Ингольштадт, где получил образование в области права. Разочарования в любви обратили его мысли в сторону церкви и в 1624 году он вступил в орден иезуитов. Продолжая учёбу в области гуманитарных наук, Я. Бальде стал в 1628 году профессором риторики в Инсбруке, а в 1635 году — в Ингольштадте, куда был переведен начальством, чтобы одновременно изучать теологию. В 1633 году был рукоположен.
Лекция и стихи Я. Бальде сделали его знаменитым, и он был вызван в Мюнхен, где в 1638 году, стал придворным капелланом курфюрста Максимилиана I. Я. Бальде оставался в Мюнхене до 1650 года, затем отправился жить в Ландсхут, а позже в Амберг. В 1654 году был переведен в Нойбург-ан-дер-Донау, в качестве придворного проповедника и исповедника пфальцграфа. Там оставался до конца жизни.

## Творчество
Я. Бальде — поэт весьма даровитый и известен в особенности лирическими произведениями.
Собрание изданных работ Я. Бальде в 4-х томах было опубликовано в Кёльне в 1660 году; более полное издание в 8 томах в Мюнхене в 1729 г.
Наиболее выдающиеся из его стихотворений «Lyricorum libri IV, Epodon liber unus» (Мюнх., 1643 и 1645; 2-е издание, Кельн 1645 г.; в новейшее время издан Ф. Шиллером, Мюнст., 1856); «Silvae lyricae» (Мюнх. 1643 и 1645; 2-е издание, Кельн, 1646); «Ваtrасhоmуоmасhiа»(Ингольшт., 1637, Мюнх., 1647. издано вновь с немецким переводом М. И. Берхемом. Мюнст., 1859); «Poema de vanitate mundi» (Мюнхен, 1638 и 1649); «Agathyrsus» (Мюнх., 1638); «Solatium Podagricorum» (Мюнх., 1661 г.; на немецком языке изд. Нейбигем, Мюнх., 1833), «Urania victrix» (Мюнх., 1643). Собрание «Poemata» Я. Бальде было издано им самим (4 т., Кёльн, 1660). Сборник его избранных лирических стихотворений издан впервые Орелли (Цюрих, 1805 г.; 2-е изд. 1818). Переложение избранных стихотворений Я. Бальде изданы Гердером в «Терпсихоре» Нейбигом (Мюнх., 1828—30 и 1833), Айгнером (Аугсб., 1831), Шлютером (Падерб., 1857), Бингаком (Нейбург, 1868), Шроттом и Шлейхом (Мюнх., 1870).
В противоположность его латинским стихотворениям, немногие стихотворения, написанные им на немецком языке, не отличаются вкусом и изысканностью.